# Howard Taylor
Howard Taylor, właśc. Howard Augustus Taylor (ur. 23 listopada 1865 w Nowym Jorku; zm. 26 listopada 1920 tamże) – amerykański tenisista, zwycięzca U.S. National Championships 1889 w grze podwójnej.

## Kariera tenisowa
Howard Taylor wygrał raz U.S. National Championships (obecnie US Open) w konkurencji gry podwójnej mężczyzn, w 1889 wspólnie z Henrym Slocumem. W 1886 i 1887 był także z w finale debla. W zawodach singlowych dwa razy osiągnął finał, podczas turnieju w 1884 i 1888.

### Finały w turniejach wielkoszlemowych

#### Gra pojedyncza (0–2)
| Końcowy wynik | Nr | Data | Turniej                              | Nawierzchnia | Przeciwnik    | Wynik finału       |
| ------------- | -- | ---- | ------------------------------------ | ------------ | ------------- | ------------------ |
| Finalista     | 1. | 1884 | U.S. National Championships, Newport | Trawiasta    | Richard Sears | 0:6, 6:1, 0:6, 2:6 |
| Finalista     | 2. | 1888 | U.S. National Championships, Newport | Trawiasta    | Henry Slocum  | 4:6, 1:6, 0:6      |

#### Gra podwójna (1–2)
| Końcowy wynik | Nr | Data | Turniej                              | Nawierzchnia | Partner        | Przeciwnicy                    | Wynik finału            |
| ------------- | -- | ---- | ------------------------------------ | ------------ | -------------- | ------------------------------ | ----------------------- |
| Finalista     | 1. | 1886 | U.S. National Championships, Newport | Trawiasta    | Godfrey Binley | James Dwight Richard Sears     | 5:7, 7:5, 5:7, 4:6      |
| Finalista     | 2. | 1887 | U.S. National Championships, Newport | Trawiasta    | Henry Slocum   | James Dwight Richard Sears     | 4:6, 6:3, 6:2, 3:6, 3:6 |
| Zwycięzca     | 1. | 1889 | U.S. National Championships, Newport | Trawiasta    | Henry Slocum   | Oliver Campbell Valentine Hall | 6:1, 6:3, 6:2           |